# Reserva acuática del estuario del Río Bonaventure
La Reserva acuática del estuario del Río Bonaventure (en francés: Réserve aquatique de l’Estuaire-de-la-Rivière-Bonaventure) es la primera reserva acuática de la provincia de Quebec, al este de Canadá. Esta pequeña área protegida tiene como objetivo resguardar un estuario de la provincia natural de la región de los Apalaches . 
La reserva tiene una superficie de 180,4 hectáreas e incluye una parte del estuario del río Bonaventure compuesto de las islas des Prés, des Sapins, des Chardons y Arseneault.